# Matt Bonner
Matthew Robert Bonner, detto Matt (Concord, 5 aprile 1980), è un ex cestista statunitense, di ruolo ala grande, professionista nella NBA e in Italia.

## Carriera

Bonner nel 2003 alla Pallacanestro Messina

Bonner ha giocato alla University of Florida ed è stato scelto dai Chicago Bulls al secondo giro del Draft NBA del 2003. L'anno del draft gioca in Italia, a Messina: nonostante il suo apporto di 19,2 punti e 9,3 rimbalzi a partita, i siciliani terminano la Serie A 2003-2004 all'ultimo posto in classifica.
I Chicago Bulls in seguito lo girano poi ai Toronto Raptors, dove gioca per due anni. Nel 2006 inizia a giocare coi San Antonio Spurs, squadra nella quale milita sino al proprio ritiro avvenuto nel 2016.
Nel frattempo, nel 2007 vince il primo titolo NBA della propria carriera, grazie al 4-0 nella serie finale rifilato dagli Spurs ai Cleveland Cavaliers.
Nel 2013 i San Antonio Spurs, con Bonner a roster, approdano alle NBA Finals dopo cinque anni di assenza; vengono però sconfitti per 4-3 dai Miami Heat dei Big 3 LeBron James, Dwyane Wade e Chris Bosh.
Nella stagione 2013-2014 i San Antonio Spurs ottengono il miglior record della stagione regolare e riescono a ritornare alle Finals, dove si prendono la rivincita sui Miami Heat, battendoli nettamente per 4-1. Si tratta del secondo titolo personale per Bonner, ed il quinto per la franchigia.

## Statistiche
| † | Denota le stagioni in cui ha vinto il titolo |
| * | Primo nella lega                             |

### NCAA
| Anno      | Squadra        | PG  | PT | MP   | TC%  | 3P%  | TL%  | RP  | AP  | PRP | SP  | PP   |
| --------- | -------------- | --- | -- | ---- | ---- | ---- | ---- | --- | --- | --- | --- | ---- |
| 1999-2000 | Florida Gators | 36  | -  | 13,5 | 44,0 | 28,6 | 86,7 | 3,2 | 0,4 | 0,3 | 0,3 | 4,8  |
| 2000-2001 | Florida Gators | 31  | -  | 28,5 | 51,4 | 38,1 | 66,4 | 7,7 | 1,5 | 0,8 | 0,4 | 13,3 |
| 2001-2002 | Florida Gators | 31  | -  | 28,3 | 51,3 | 37,1 | 79,6 | 7,2 | 1,5 | 0,7 | 0,7 | 15,6 |
| 2002-2003 | Florida Gators | 33  | 33 | 31,4 | 51,0 | 47,4 | 73,3 | 6,1 | 1,5 | 1,1 | 0,6 | 15,2 |
| Carriera  | Carriera       | 131 | 33 | 25,0 | 50,3 | 39,5 | 74,0 | 5,9 | 1,2 | 0,7 | 0,5 | 12,0 |

### NBA

#### Regular Season
| Anno       | Squadra           | PG  | PT  | MP   | TC%  | 3P%   | TL%  | RP  | AP  | PRP | SP  | PP  |
| ---------- | ----------------- | --- | --- | ---- | ---- | ----- | ---- | --- | --- | --- | --- | --- |
| 2004-2005  | Toronto Raptors   | 82  | 0   | 18,9 | 53,3 | 42,4  | 78,9 | 3,5 | 0,6 | 0,5 | 0,2 | 7,2 |
| 2005-2006  | Toronto Raptors   | 78  | 6   | 21,9 | 44,8 | 42,0  | 82,9 | 3,6 | 0,7 | 0,6 | 0,4 | 7,5 |
| 2006-2007† | San Antonio Spurs | 56  | 0   | 11,7 | 44,7 | 38,3  | 71,1 | 2,8 | 0,4 | 0,3 | 0,2 | 4,9 |
| 2007-2008  | San Antonio Spurs | 68  | 3   | 12,5 | 41,6 | 33,6  | 86,4 | 2,8 | 0,5 | 0,2 | 0,3 | 4,8 |
| 2008-2009  | San Antonio Spurs | 81  | 67  | 23,8 | 49,6 | 44,0  | 73,9 | 4,8 | 1,0 | 0,6 | 0,3 | 8,2 |
| 2009-2010  | San Antonio Spurs | 65  | 8   | 17,9 | 44,6 | 39,0  | 72,9 | 3,3 | 1,0 | 0,5 | 0,4 | 7,0 |
| 2010-2011  | San Antonio Spurs | 66  | 1   | 21,7 | 46,4 | 45,7* | 74,4 | 3,6 | 0,9 | 0,4 | 0,3 | 7,3 |
| 2011-2012  | San Antonio Spurs | 65  | 2   | 20,4 | 44,0 | 42,0  | 76,2 | 3,3 | 0,9 | 0,2 | 0,3 | 6,6 |
| 2012-2013  | San Antonio Spurs | 68  | 4   | 13,4 | 48,7 | 44,2  | 73,3 | 1,9 | 0,5 | 0,3 | 0,3 | 4,2 |
| 2013-2014† | San Antonio Spurs | 61  | 0   | 11,3 | 44,5 | 42,9  | 75,0 | 2,1 | 0,5 | 0,2 | 0,2 | 3,2 |
| 2014-2015  | San Antonio Spurs | 72  | 19  | 13,0 | 40,9 | 36,5  | 81,1 | 1,6 | 0,7 | 0,1 | 0,2 | 3,7 |
| 2015-2016  | San Antonio Spurs | 30  | 2   | 6,9  | 50,9 | 44,1  | 75,0 | 0,9 | 0,3 | 0,2 | 0,0 | 2,5 |
| Carriera   | Carriera          | 792 | 112 | 16,9 | 46,4 | 41,4  | 78,0 | 3,0 | 0,7 | 0,4 | 0,3 | 5,8 |

#### Play-off
| Anno     | Squadra           | PG | PT | MP   | TC%  | 3P%  | TL%   | RP  | AP  | PRP | SP  | PP  |
| -------- | ----------------- | -- | -- | ---- | ---- | ---- | ----- | --- | --- | --- | --- | --- |
| 2007†    | San Antonio Spurs | 9  | 0  | 2,8  | 28,6 | 25,0 | 100,0 | 0,3 | 0,0 | 0,2 | 0,0 | 0,8 |
| 2008     | San Antonio Spurs | 2  | 0  | 4,5  | 66,7 | -    | -     | 1,0 | 1,0 | 0,0 | 0,0 | 2,0 |
| 2009     | San Antonio Spurs | 5  | 5  | 20,0 | 21,7 | 23,1 | 100,0 | 3,2 | 0,0 | 0,6 | 0,4 | 3,0 |
| 2010     | San Antonio Spurs | 10 | 0  | 17,3 | 43,2 | 37,0 | 100,0 | 3,2 | 0,4 | 0,1 | 0,3 | 5,0 |
| 2011     | San Antonio Spurs | 6  | 0  | 20,5 | 48,0 | 33,3 | 80,0  | 3,2 | 0,3 | 0,2 | 0,2 | 6,3 |
| 2012     | San Antonio Spurs | 13 | 0  | 12,7 | 31,3 | 34,8 | 60,0  | 1,9 | 0,7 | 0,2 | 0,3 | 2,4 |
| 2013     | San Antonio Spurs | 20 | 1  | 13,4 | 47,5 | 46,9 | 83,3  | 2,0 | 0,3 | 0,3 | 0,3 | 4,1 |
| 2014†    | San Antonio Spurs | 22 | 2  | 6,2  | 47,6 | 33,3 | 75,0  | 0,6 | 0,5 | 0,1 | 0,0 | 1,2 |
| 2015     | San Antonio Spurs | 7  | 0  | 5,1  | 20,0 | 22,2 | -     | 0,9 | 0,1 | 0,0 | 0,1 | 0,9 |
| Carriera | Carriera          | 94 | 8  | 11,0 | 40,2 | 35,5 | 81,1  | 1,7 | 0,4 | 0,2 | 0,2 | 2,8 |

#### Massimi in carriera
- Massimo di punti: 28 vs Utah Jazz (7 dicembre 2009)[1]
- Massimo di rimbalzi: 17 vs Golden State Warriors (11 dicembre 2007)
- Massimo di assist: 5 (2 volte)
- Massimo di palle rubate: 4 (2 volte)
- Massimo di stoppate: 4 (2 volte)
- Massimo di minuti giocati: 39 vs Golden State Warriors (11 dicembre 2007)

## Palmarès

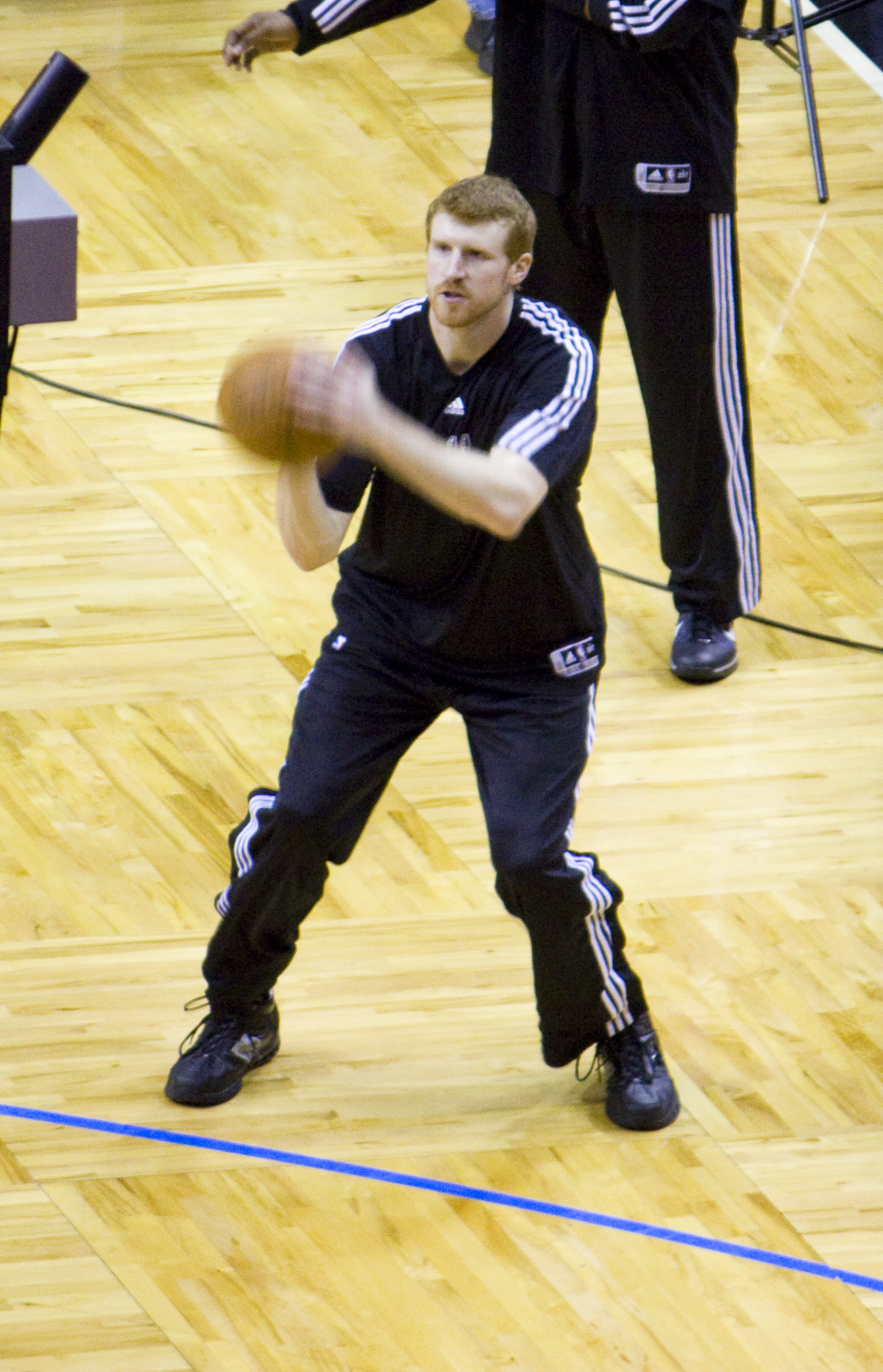
Bonner durante un riscaldamento.

- Campionato NBA: 2

San Antonio Spurs: 2007, 2014